# أنطونيو تابوادا
أنطونيو تابوادا (بالإسبانية: Antonio Taboada)‏ هو لاعب كرة قدم ومدرب كرة قدم مكسيكي في مركز الدفاع، ولد في 11 سبتمبر 1967 في مدينة مكسيكو في المكسيك. لعب مع كروز آزول.